# Totteridge & Whetstone (stanice metra v Londýně)
	Totteridge & Whetstone je stanice metra v Londýně. Nachází se v severním Londýně v obvodu Barnet a spadá do tarifní zóny 4. Stanice byla otevřena roku 1872 a leží na lince Northern Line (mezi stanicemi High Barnet a Woodside Park).

## Historie
Stanice byla otevřena 1. dubna 1872 společností Great Northern Railway. Původní název zněl pouze „Totteridge“. Leží na trati do High Barnet, kterou tato společnost vybudovala. V roce 1874 byl název stanice změněn na „Totteridge & Whetstone“, který se používá do současnosti. Roku 1923 vešlo v platnost rozhodnutí parlamentu z roku 1921 o spojení železničních společností ve Spojeném království do čtyř, které dostaly přezdívku „velká čtyřka“. Great Northern Railway se stala součástí jedné z nich, a to London and North Eastern Railway (LNER). Do Northern Line byla společně s úsekem do High Barnet začleněna v 30. letech 20. století v rámci projektu „Northern Heights“. První vlaky Northern Line začaly stanici obsluhovat v dubnu 1940, kdy byla trať elektrifikována. Až do následujícího roku zde zastavovaly jak vlaky metra, tak i LNER.
Stanice byla též využívána nákladními vlaky. Nedaleko se nacházelo nákladiště, které společnost British Rail využívala až do 60. let.

## Popis stanice
Stanice je nadzemní a má dvě vnější nástupiště. Z velké části se zachovala architektura staniční budovy z viktoriánské doby. Budova stanice leží na ulici Totteridge Lane a nachází se přímo na mostě přes trať. Část prostor budovy je pronajímána pro komerční účely. Vevnitř se nacházejí toalety, čekárna a k dispozici je i Wi-Fi. Obě nástupiště jsou přístupná pouze po schodech, a tudíž stanice není bezbariérově přístupná. Před budovou jsou umístěny stojany na kola a ke stanici patří také parkoviště, které se nachází v místě bývalého nákladiště.
Asi sto metrů na západ od stanice protéká potok Dollis Brook, který odděluje čtvrti Totteridge a Whetstone, a kolem kterého se rozkládá park Whetstone Stray.

## Provoz

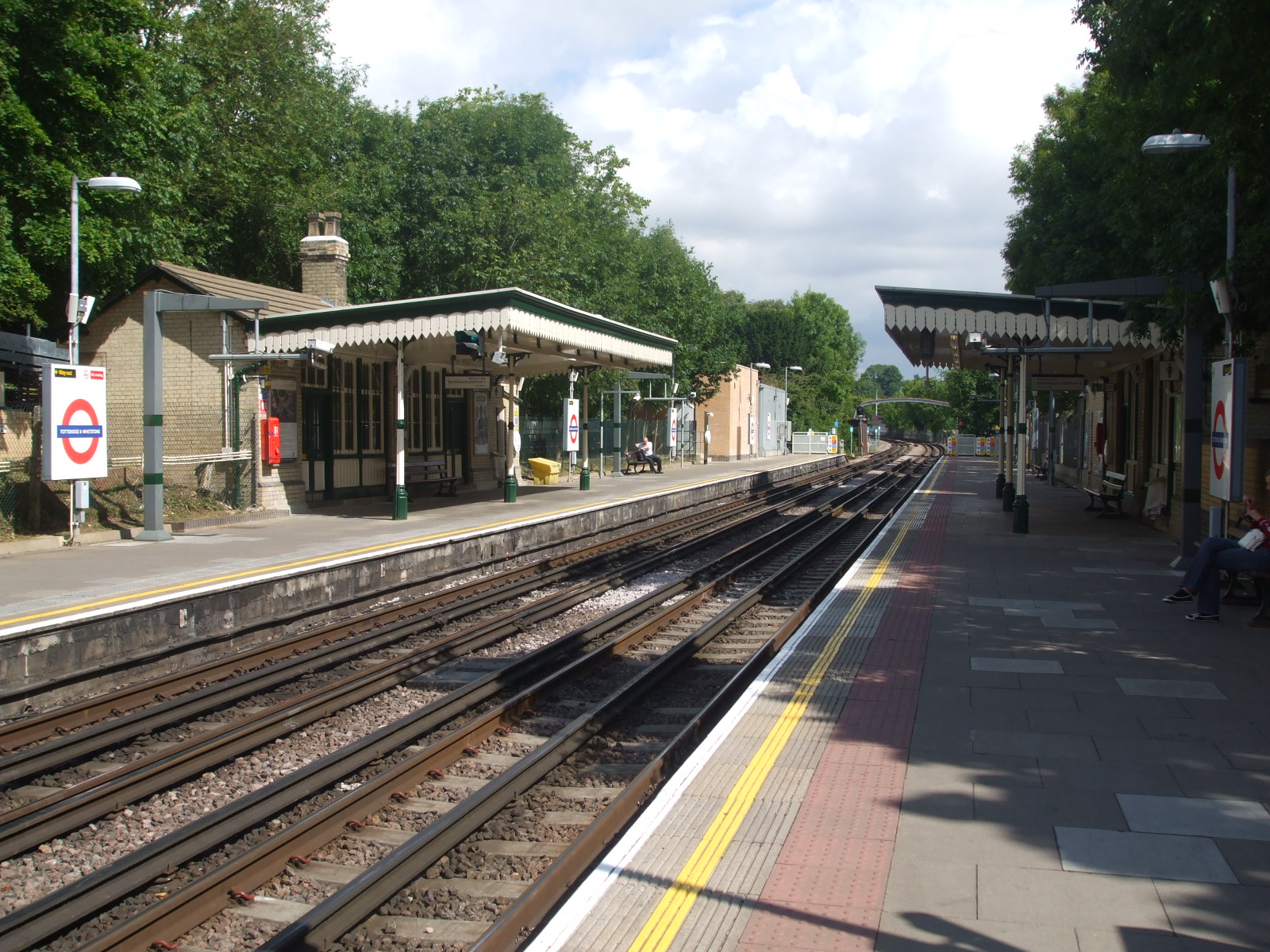
Pohled na nástupiště

Totteridge & Whetstone leží na větvi High Barnet linky Northern Line a jedná se o předposlední stanici na této větvi. Vlaky obsluhují stanici v průběhu celého dne kromě nočních hodin, většinou v intervalu dvou až pěti minut a zajíždějí do obou větví linky v centrálním Londýně (s konečnou Morden či Battersea Power Station). V pátek a v sobotu je k dispozici noční provoz linky přes Charing Cross do Mordenu s patnáctiminutovými intervaly. Mimo dopravní špičku se nejedná o rušnou stanici a TfL ji klasifikuje jako „lokální“.

### Dopravní návaznost
Před staniční budovou zastavují autobusové linky 251, 326, 605, 628 a 688.

### Využití stanice
| Rok  | Počet cestujících |
| ---- | ----------------- |
| 2019 | 2,45 mil.         |
| 2020 | 0,97 mil.         |
| 2021 | 1,18 mil.         |
| 2022 | 1,66 mil.         |
| 2023 | 2,07 mil.         |
| 2024 | 2,18 mil.         |

## Galerie

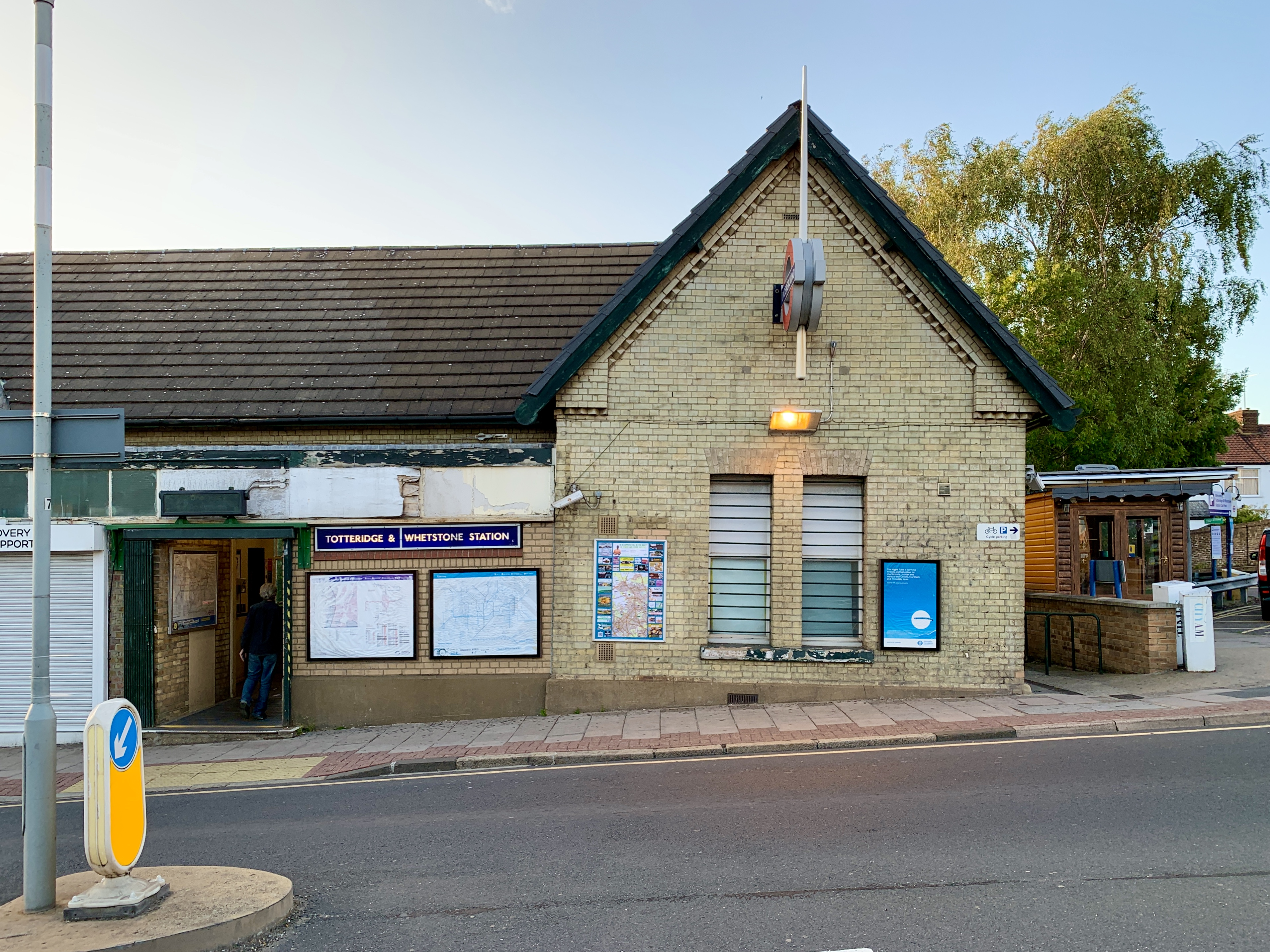
Vstup do staniční budovy
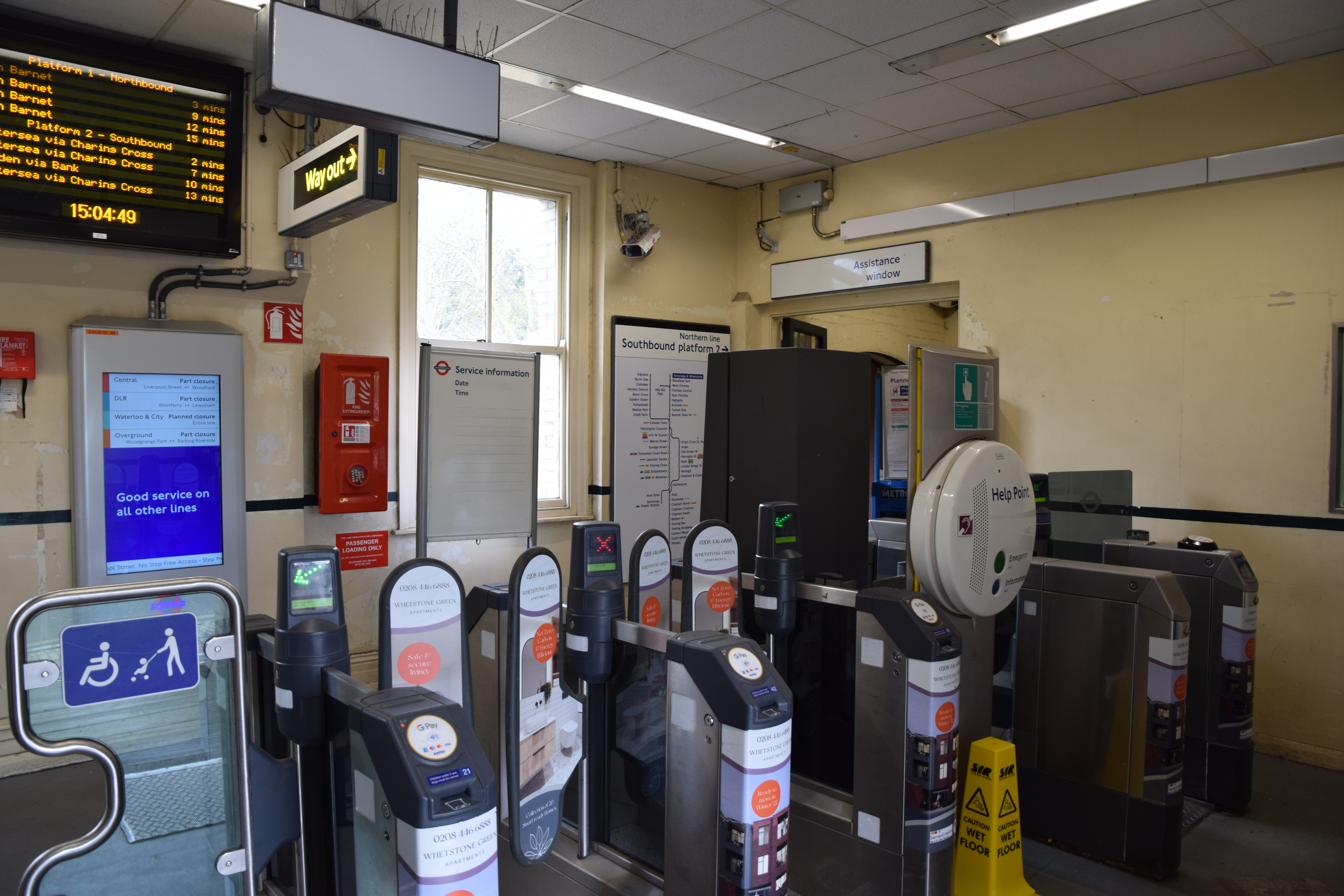
Turnikety ve stanici
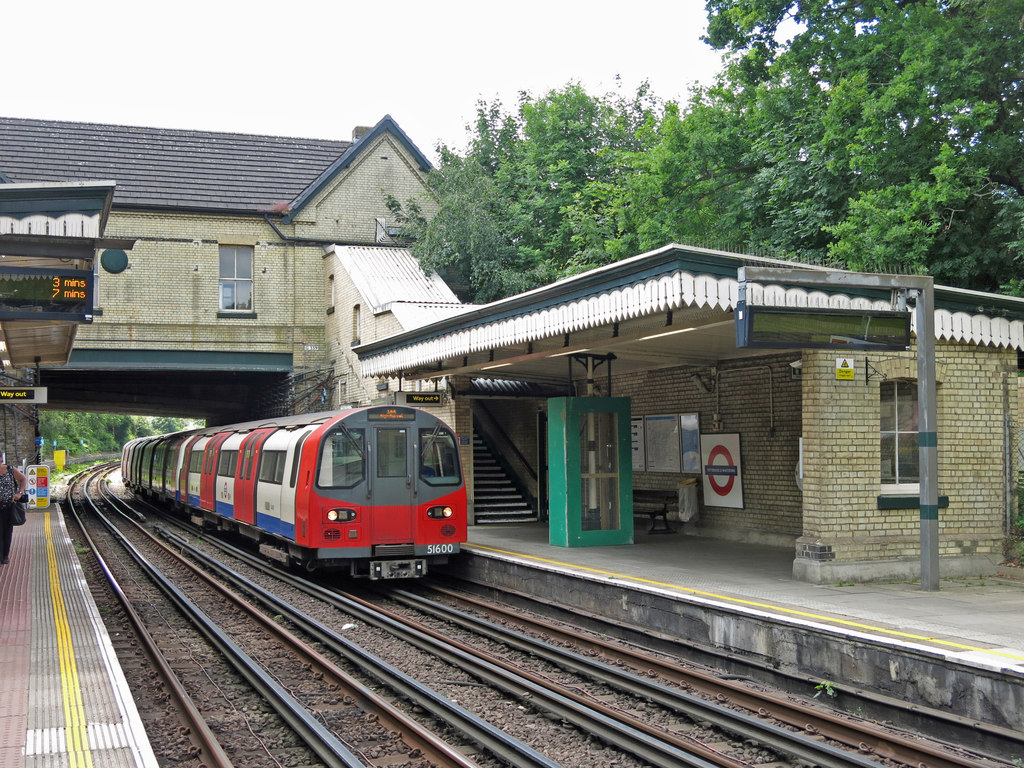
Vlak přijíždí k nástupišti ve směru na High Barnet
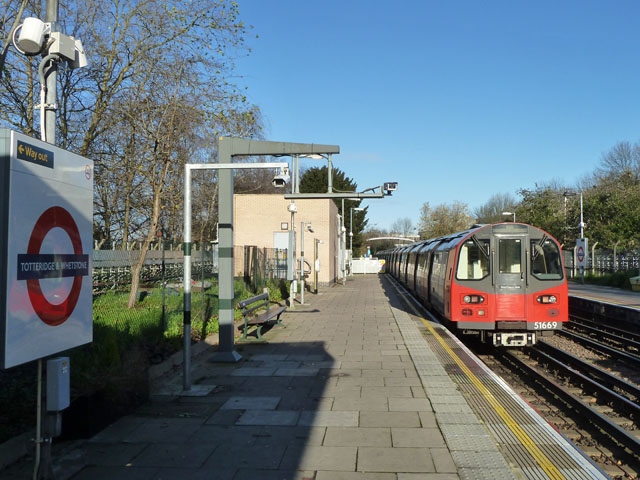
Pohled z nástupiště na sever
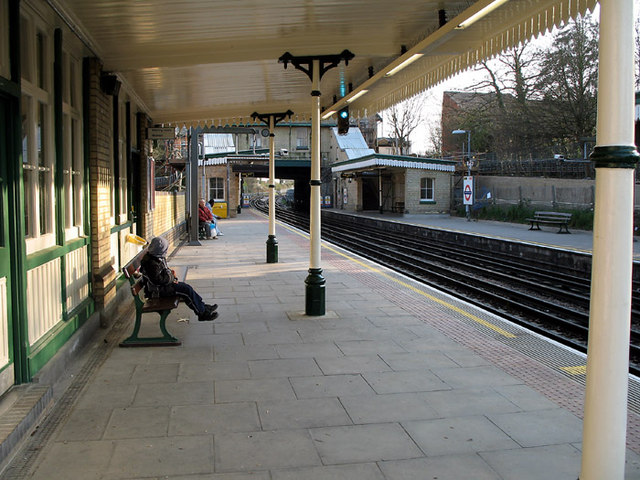
Pohled na stanici z nástupiště
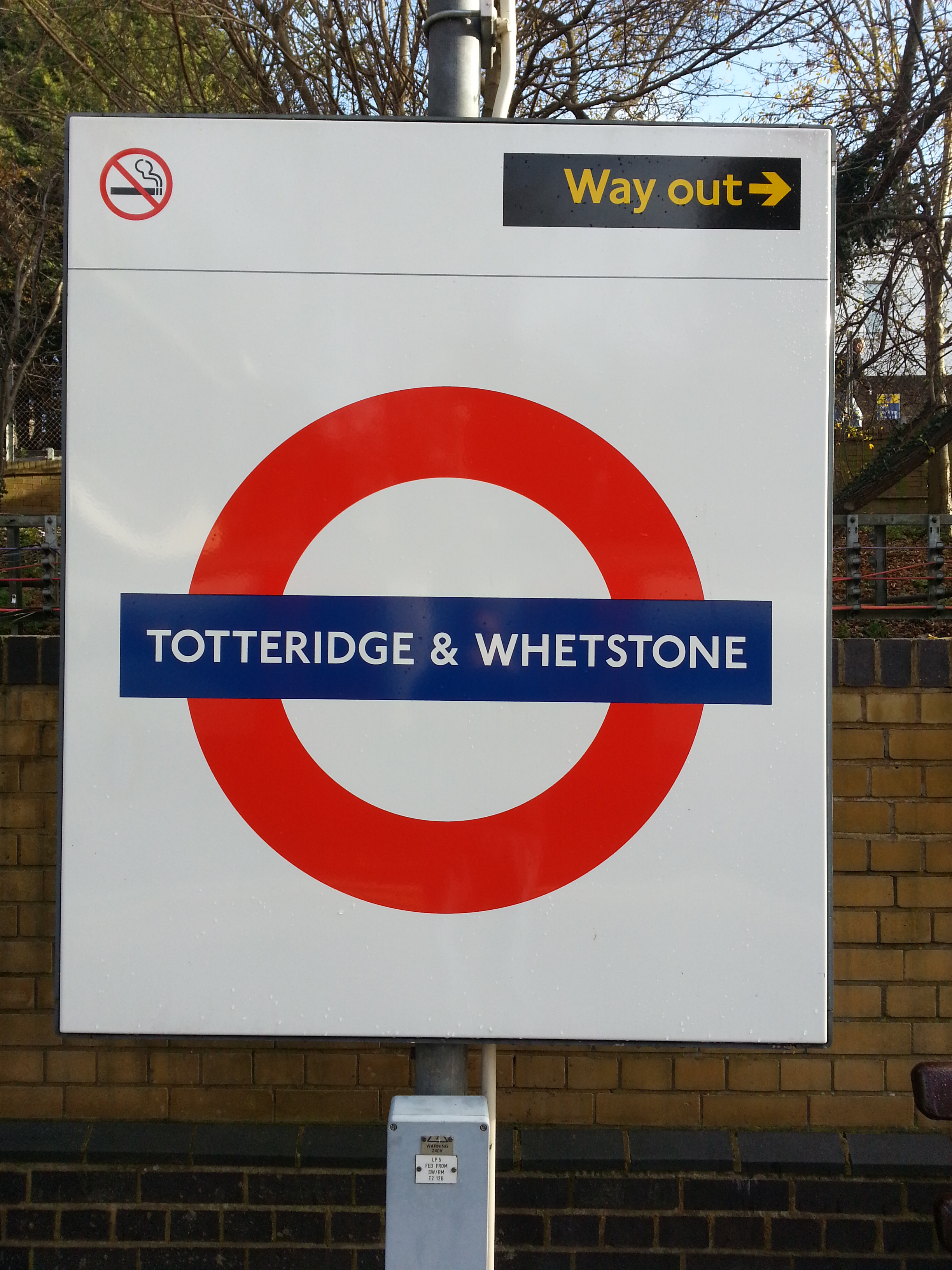
Logo londýnského metra s názvem stanice na nástupišti
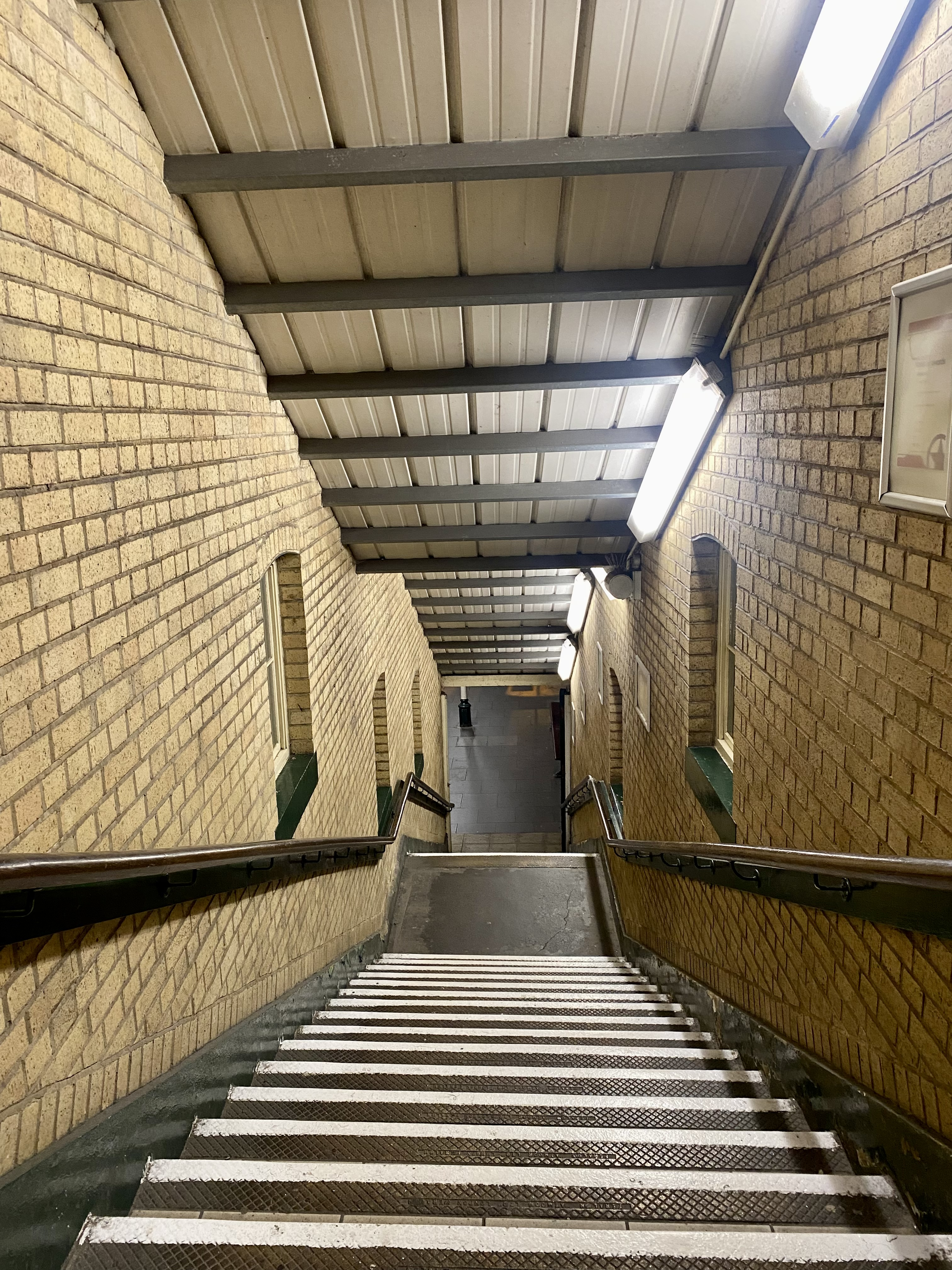
Schodiště vedoucí na nástupiště
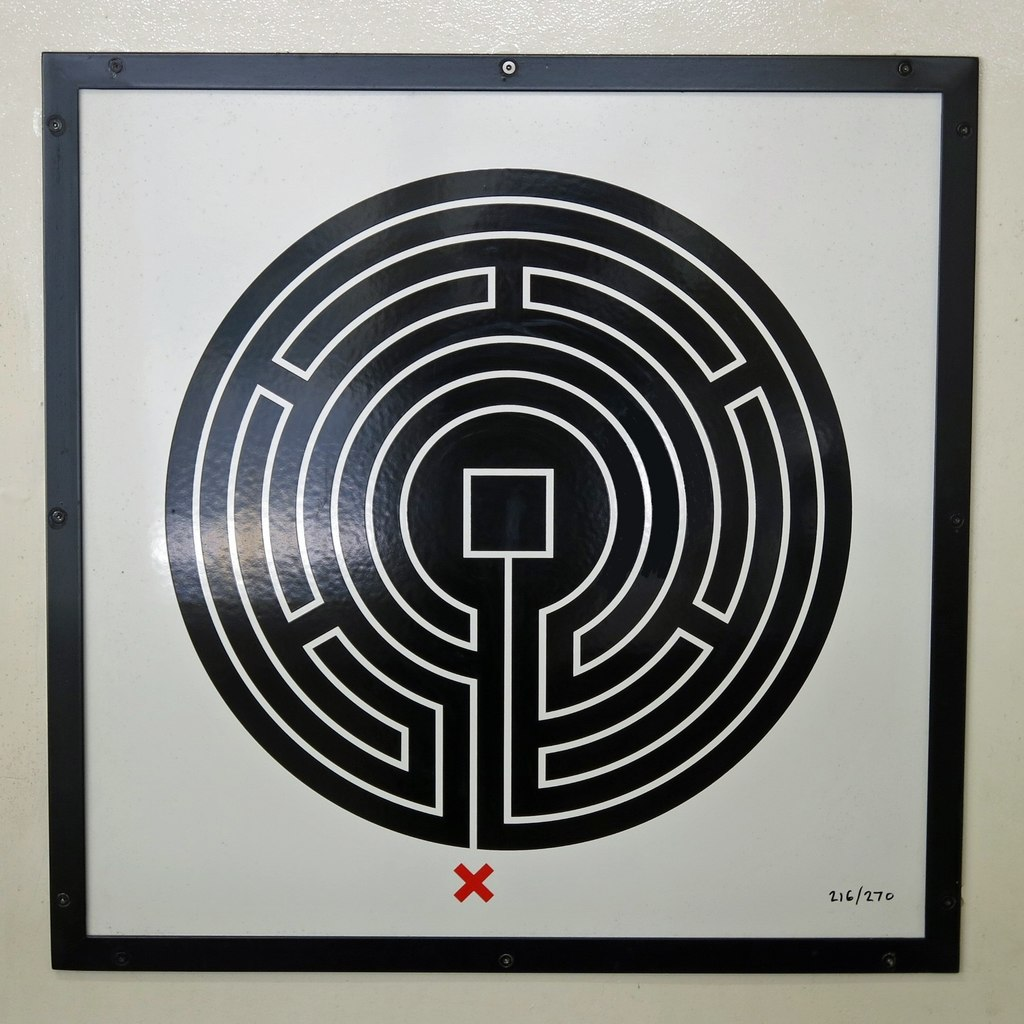
Instalace „Labyrinth“ s číslem 216